# Kamen Rider Zero-One: REAL×TIME
Série Kamen Rider Zero-One
Kamen Rider Zero-One (série télévisée) Zero-One Others: Kamen Rider MetsubouJinrai
Pour plus de détails, voir Fiche technique et Distribution.
Kamen Rider Zero-One: REAL×TIME (劇場版 仮面ライダーゼロワン REAL×TIME, Gekijō-ban Kamen Raidā Zero-Wan: Riarutaimu) est un film japonais de type tokusatsu dérivé de la série Kamen Rider Zero-One.
Il fait suite à la série, se déroulant trois mois après les événements de l'épisode final.
Dans le film, Aruto et ses camarades Kamen Riders se battent pour défendre le monde contre l'énigmatique S, qui lance une attaque terroriste sur le monde dans le but de faire naître un nouveau "paradis".
Le film d'été consacré à Kamen Rider Zero One devait initialement sortir au Japon au cinéma le 23 juillet 2020.
Il avait été reporté en raison de la pandémie de Covid-19 au Japon et est reportée à une date ultérieure.
Finalement, le film est sorti dans les salles japonaises le 18 décembre 2020,.

## Synopsis
Un homme mystérieux dont le pseudonyme est S fait son apparation aux côtés de milliers de partisans en déclarant que "Si Dieu a créé ce monde en 6 jours, alors je le détruirai en 60 minutes et créerai un paradis." 
De plus, S se révèle également être un Kamen Rider : Kamen Rider Eden. Plusieurs attaques terroristes à grande échelle déclenchées par les partisans de S ont alors lieu simultanément dans le monde entier. Alors que les gens s'évanouissent les uns après les autres et que le monde est en émoi, Aruto Hiden se lève pour arrêter S tandis qu'Isamu Fuwa, Yua Yaiba, Gai Amatsu, Jin et Horobi luttent pour apprendre la vérité. Que signifie S, qui fait preuve d'une force incroyable, pour le paradis qu'il essaie de créer ?

## Personnages originaux

### S
Rihito Isshiki (一色 理人, Isshiki Rihito), surnommé S (エス, Esu) est l'antagoniste principal du film. Il est un ancien scientifique qui a converti son corps humain en un conglomérat de nanomachines après le décès de sa fiancée, Akane. Il s'allie à As et devient le nouveau "Ark", Kamen Rider Eden (仮面ライダーエデン, Kamen Raidā Eden). 
En tant que créateur du paradis Gardia (ガーディア, Gādia), il a recruté des adeptes pour l'aider à détruire et refaire le monde par le biais de son site Web clandestin, Thinknet, en utilisant des nanomachines pour transférer les consciences des gens dans la réalité virtuelle et faire revivre sa collègue Akane. À la suite de la trahison de Bell, S abandonne son projet pour aider Aruto et ses alliés à sauver la Terre malgré la perte de son équipement de Rider.
Pour se transformer en Eden, Isshiki insère l'Eden Zetsumerisekey dans la ceinture Eden Driver.
Eden fait référence au jardin d'Eden, le merveilleux jardin dans lequel vivait les premiers êtres humains, Adam et Ève.
S est interprété par Hideaki Itō (伊藤 英明, Itō Hideaki),.

### Kamen Rider Abaddon
Ils sont les adeptes de S. Après avoir découvert les véritables intentions de leur chef, ils tentent de tuer S et Akane et continuent de vouloir construire le paradis Gardia.
Les Kamen Riders Abaddon utilisent un avatar composé de nanomachines comme corps physique.
Pour se transformer en Abaddon, ils insèrent la Crowding Hopper (クラウディングホッパー, Kuraudingu Hoppā, Encombrement de sauterelles) Progrise Key dans un Abaddoriser,.
L'Abaddoriser est une nouvelle version du Shotriser et du Slashriser.
Les Kamen Riders Abaddon font référence à l'Ange de l'Abîme, Abaddon.

### Bell
Bell (ベル, Beru) est l'antagoniste final du film. Il était un psychiatre et l'un des adeptes de S.
Cependant, après avoir découvert ses véritables intentions, Bell trahit S, mais est ensuite vaincu par Aruto/Kamen Riders Zero-One et Is/Kamen Rider Zero-Two.
Au départ, il n'est qu'un simple Kamen Rider Abaddon.
Après avoir volé à Rihito Isshiki l'Eden Zetsumerisekey et l'Eden Driver et avoir amélioré la Zetsumerisekey avec le mal de son cœur, Bell est capable de se transformer en Kamen Rider Lucifer (仮面ライダールシファー, Kamen Raidā Rushifā).
Le nom de Bell est dérivé du démon Bélial.
Le nom de Kamen Rider Lucifer fait référence à l'ange déchu Lucifer.
Bell (ベル, Beru) est interprété par  Seiji Fukushi (福士 誠治, Fukushi Seiji).

### Akane Tono
Akane Tono (遠野 朱音, Akane Tō'no) était une scientifique, et la fiancée de S. Elle était décédée à la suite de l'incident du Daybreak, Rihito Isshiki a injecté des nanomachines dans Akane pour traiter une maladie qu'elle avait, mais elles ont été piratées par Ark. Alors qu'elle a été tuée, son fiancé a pu convertir son âme en données et les transférer dans une réalité virtuelle.
Akane Tono est interprétée par Hirona Yamazaki (山崎 紘菜, Yamazaki Hirona),.

## Distribution
- Aruto Hiden (飛電 或人, Hiden Aruto?): Fumiya Takahashi (高橋 文哉, Takahashi Fumiya?)
- Isamu Fuwa (不破 諫, Fuwa Isamu?): Ryutaro Okada (岡田 龍太郎, Okada Ryūtarō?)
- Is (イズ, Izu?), As (アズ, Azu?): Noa Tsurushima (鶴嶋 乃愛, Tsurushima Noa?)
- Yua Yaiba (刃 唯阿, Yaiba Yua?): Hiroe Igeta (井桁 弘恵, Igeta Hiroe?)
- Jin (迅?): Daisuke Nakagawa (中川 大輔, Nakagawa Daisuke?)
- Horobi (滅?): Syuya Sunagawa (砂川 脩弥, Sunagawa Shūya?)
- Gai Amatsu (天津 垓, Amatsu Gai?): Nachi Sakuragi (桜木 那智, Sakuragi Nachi?)
- L'Astronaute Raiden (宇宙野郎 雷電, Uchū Yarō Raiden?) / Ikazuchi (雷?): Daichi Yamaguchi (山口 大地, Yamaguchi Daichi?)
- Naki (亡?): Satsuki Nakayama (中山 咲月, Nakayama Satsuki?)
- Shesta (シェスタ, Shesuta?): Asumi Narita (成田 愛純, Narita Asumi?)
- Jun Fukuzoe (福添 准, Fukuzoe Jun?): Kazuya Kojima (児嶋 一哉, Kojima Kazuya?)
- Sanzō Yamashita (山下 三造, Yamashita Sanzō?): Arata Saeki (佐伯 新, Saeki Arata?)
- Fukkinhoukai Taro (腹筋崩壊 太郎, Fukkinhōkai Tarō?): Nakayama Kinnikun (なかやまきんに君?)
- Bengoshi Bingo (弁護士ビンゴ?): Keisuke Minami (南 圭介, Minami Keisuke?)
- Hakui-no-Tenshi Mashiro-chan (白衣の天使ましろちゃん, Hakui no Tenshi Mashiro-chan?): Suzuka Ohgo (大後 寿々花, Ōgo Suzuka?)
- Mamoru (マモル?): Goro Yoshida (吉田 悟郎, Yoshida Gorō?)
- Makio Nodachi (野立 万亀男, Nodachi Makio?): Akira 100% (アキラ100%, Akira Hyaku-pāsento?)
- Mua (ムーア, Mūa?): Mei Hata (畑 芽育, Hata Mei?)
- Véritable identité de Mua: Rina Yamada (山田 梨奈, Yamada Rina?)
- Lugo (ルーゴ, Rūgo?): Yuu Oyama (小山 悠, Oyama Yū?)
- Buga (ブガ?): Hirooki Goto (後藤 洋央紀, Gotō Hirooki?)
- Véritable identité de Buga: Taro Yabe (矢部 太郎, Yabe Tarō?)
- Bell (ベル, Beru?): Seiji Fukushi (福士 誠治, Fukushi Seiji?)
- Akane Tono (遠野 朱音, Akane Tō'no?): Hirona Yamazaki (山崎 紘菜, Yamazaki Hirona?)

- S (エス, Esu?): Hideaki Itō (伊藤 英明, Itō Hideaki?)
- Narration: Kōichi Yamadera (山寺 宏一, Yamadera Kōichi?)

## Thème musical
- "A.I. ∴ All Imagination"[15]
  - Paroles: Endcape
  - Composition: J
  - Arrangement: J×Takanori Nishikawa, DJ'Tekina//Something
  - Artiste: J×Takanori Nishikawa